# Comté de Parke
Le comté de Parke (anglais : Parke County) est un comté de l'État de l'Indiana, aux États-Unis. Il comptait 17 241 habitants en 2000. Son siège est Rockville.